# Bhainsdehi
Bhainsdehi is een nagar panchayat (plaats) in het district Betul van de Indiase staat Madhya Pradesh. 

## Demografie
Volgens de Indiase volkstelling van 2001 wonen er 15.756 mensen in Bhainsdehi, waarvan 51% mannelijk en 49% vrouwelijk is. De plaats heeft een alfabetiseringsgraad van 70%. 